# Belgica (navire, 2021)
 (juillet 2025).
Si vous disposez d'ouvrages ou d'articles de référence ou si vous connaissez des sites web de qualité traitant du thème abordé ici, merci de compléter l'article en donnant les références utiles à sa vérifiabilité et en les liant à la section « Notes et références ».
 (juillet 2025).
Ne doit pas être confondu avec Belgica (navire, 1884) ou Belgica (A962).
Le Belgica est un navire de recherche polyvalent de l'Institut royal des sciences naturelles et de la Composante marine belge. Il est commandé par trois officiers de la marine, dont le premier capitaine. La compagnie maritime française Genavir a été désignée par le gouvernement belge comme opérateur et fournit l'autre équipage.
Le navire a été lancé le 11 février 2020 et baptisé à Gand le 25 juin 2022 par la princesse Elisabeth. Son port d'attache est la base navale de Zeebruges. Le Belgica a le statut de navire auxiliaire de la Marine belge.
Il prend la suite du Belgica (A962).

## Gestion et tâches
La gestion du Belgica et de ses équipements scientifiques, ainsi que l'organisation et la planification des voyages scientifiques en mer, sont assurées par l'Unité de Gestion du Service Scientifique du Modèle Mathématique de la Mer du Nord (UGMM).
Le navire mesure 71,4 mètres de long, 16,8 mètres de large et a un tirant d'eau de 4,8 mètres. Il pèse 3 691 tonnes entièrement habité et chargé.
L'objectif principal du navire est de garder un œil sur la faune et la flore de la mer du Nord en collectant toutes sortes de données (biologiques, chimiques, physiques, géologiques et hydrodynamiques). Le navire fonctionne comme un laboratoire entièrement équipé et collabore avec des Universités belges et d'autres instituts scientifiques, y compris internationaux.
L'un des utilisateurs fréquents du Belgica est l'Institut de recherche agricole, halieutique et alimentaire
-Pêche du Ministère de la Communauté flamande, qui utilise le navire pour les estimations de stocks d'espèces de poissons commerciales, la surveillance des perturbations humaines dans l'environnement marin et le test d'innovations techniques associées au chalutage à perche.
Le navire a également une tâche importante pour enquêter sur l'environnement en cas de déversements d'hydrocarbures.

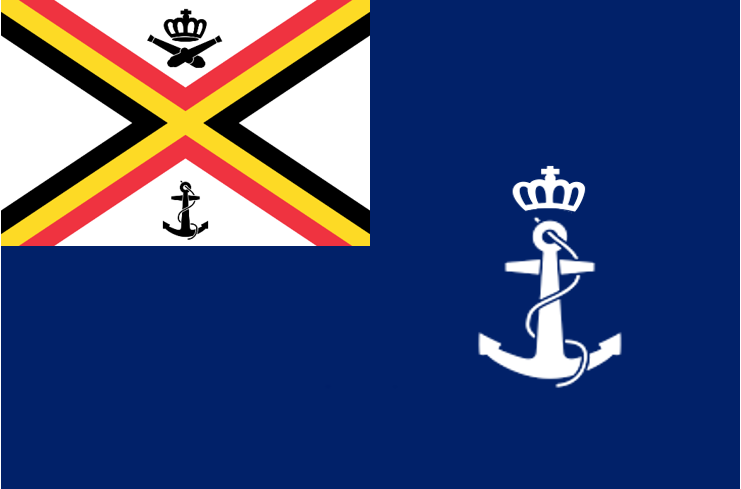
Drapeau du Belgica